# Glaphyra hattorii
Glaphyra hattorii là một loài bọ cánh cứng trong họ Cerambycidae.